# Tuolumne County
Das Tuolumne County ist ein County im Bundesstaat Kalifornien der Vereinigten Staaten. Der Verwaltungssitz (County Seat) ist Sonora, die einzige Stadt im County.

## Geographie
Das County hat eine Fläche von 5891 Quadratkilometern, wovon 101 Quadratkilometer Wasserfläche sind. Es grenzt gegen den Uhrzeigersinn an folgende Countys: Alpine County, Calaveras County, Stanislaus County, Mariposa County, Madera County und Mono County. Die nördliche Hälfte des Yosemite-Nationalparks liegt im östlichen Teil des Countys.

## Geschichte
Tuolumne County war 1850 eines der Gründungscountys von Kalifornien. Teile davon wurden 1854 an Stanislaus County und 1864 an Alpine County abgetreten.
Der Name Tuolumne ist indianischen Ursprungs und hat unterschiedliche Bedeutungen, wie etwa viele Steinhäuser oder das Land der Gebirgslöwen. Mariano Guadalupe Vallejo schrieb in seinem Report zur ersten Legislatur Kaliforniens, dass das Wort „eine Verfälschung des indianischen Worts talmalamne“ ist, übersetzt mit „Gruppe von Stein-Wigwams“ oder „Leute, die in Steinhäusern wohnen“.
Im Tuolumne County liegen zwei National Historic Landmarks, der Columbia State Historic Park und die Parsons Memorial Lodge. Insgesamt sind 35 Bauwerke und Stätten des Countys im National Register of Historic Places eingetragen.

## Demografische Daten

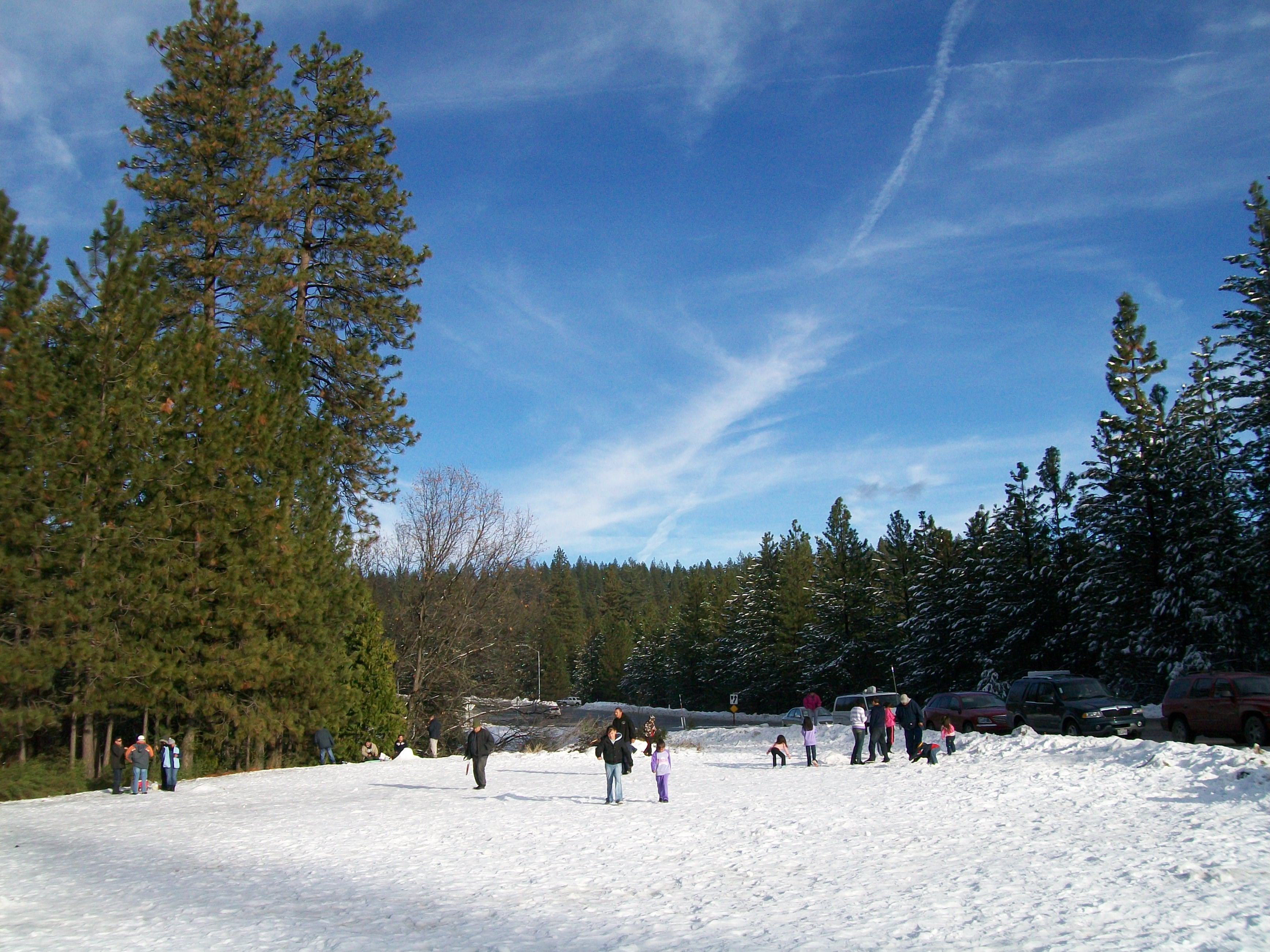
Wintersportgebiet

Nach der Volkszählung im Jahr 2000 lebten im Tuolumne County 54.501 Menschen. Es gab 21.004 Haushalte und 14.240 Familien. Die Bevölkerungsdichte betrug 9 Einwohner pro Quadratkilometer. Ethnisch betrachtet setzte sich die Bevölkerung zusammen aus 89,45 % Weißen, 2,10 % Afroamerikanern, 1,82 % amerikanischen Ureinwohnern, 0,72 % Asiaten, 0,17 % Bewohnern aus dem pazifischen Inselraum und 2,89 % aus anderen ethnischen Gruppen; 2,84 % stammten von zwei oder mehr ethnischen Gruppen ab. 8,16 % der Bevölkerung waren spanischer oder lateinamerikanischer Abstammung.
Von den 21.004 Haushalten hatten 26,10 % Kinder und Jugendliche unter 18 Jahre, die bei ihnen lebten. 54,40 % waren verheiratete, zusammenlebende Paare, 9,60 % waren allein erziehende Mütter. 32,20 % waren keine Familien. 26,00 % waren Singlehaushalte und in 11,70 % lebten Menschen im Alter von 65 Jahren oder darüber. Die Durchschnittshaushaltsgröße betrug 2,36 und die durchschnittliche Familiengröße lag bei 2,82 Personen.
Auf das gesamte County bezogen setzte sich die Bevölkerung zusammen aus 20,70 % Einwohnern unter 18 Jahren, 7,60 % zwischen 18 und 24 Jahren, 25,30 % zwischen 25 und 44 Jahren, 27,90 % zwischen 45 und 64 Jahren und 18,50 % waren 65 Jahre alt oder darüber. Das Durchschnittsalter betrug 43 Jahre. Auf 100 weibliche Personen kamen 111,50 männliche Personen, auf 100 Frauen im Alter ab 18 Jahren kamen statistisch 112,20 Männer.
Das jährliche Durchschnittseinkommen eines Haushalts betrug 38.725 USD, das Durchschnittseinkommen der Familien betrug 44.327 USD. Männer hatten ein Durchschnittseinkommen von 35.373 USD, Frauen 25.805 USD. Das Prokopfeinkommen betrug 21.015 USD. 11,40 % Prozent der Bevölkerung und 8,10 % der Familien lebten unterhalb der Armutsgrenze. 16,20 % davon waren unter 18 Jahre und 4,00 % waren 65 Jahre oder älter.

## Orte im County

### City
- Sonora (County Seat)

### CDPs
| - Cedar Ridge - Chinese Camp - Cold Springs - Columbia - East Sonora - Groveland - Jamestown - Long Barn - Mi-Wuk Village | - Mono Vista - Phoenix Lake - Pine Mountain Lake - Sierra Village - Soulsbyville - Strawberry - Tuolumne City - Tuttletown - Twain Harte |